# American Machine and Foundry
 (février 2018).
Si vous disposez d'ouvrages ou d'articles de référence ou si vous connaissez des sites web de qualité traitant du thème abordé ici, merci de compléter l'article en donnant les références utiles à sa vérifiabilité et en les liant à la section « Notes et références ».
Pour les articles homonymes, voir AMF.
American Machine and Foundry (AMF) est un fabricant américain d'appareillage électronique et de Bowling. À l'origine, AMF est un fabricant de matériel industriel (industrie du tabac, électronique, nucléaire…), d'équipements de jardin, de bateaux, de golf ainsi que de motos par la suite. La compagnie fut fondée en 1900 par Rufus L. Patterson, premier inventeur de machine pour la fabrication du tabac. De 1969 à 1981, AMF a participé à la production des motos Harley Davidson. Actuellement, AMF ont une division bowling, machines à coudre et boulangerie. 

## Division Bowling
En 1953, après plusieurs années d'études et de prototypes, AMF sort le tout premier requilleur automatique officiel dans l'histoire du Bowling (le modèle 82-30). En 1963, l'équipementier présente le requilleur de type 82-70, équipé d'un microprocesseur dans les versions plus récentes, puis les modèles 82-90 XL reprenant la mécanique générale du modèle 82-70. En 2005 AMF s'associe avec un autre équipementier Italien de Bowling : Qubica Worldwide, et fusionnent pour devenir QubicaAMF Worldwide, qui sera la nouvelle branche officielle de Bowling chez AMF, avec des nouveaux requilleurs (90 XLi, Edge & TMS). On compte au moins 240 centres de Bowling AMF aux États-Unis (devenus Bowlero coorporation, anciennement Bowlmor).